# Alois Weissenbacher

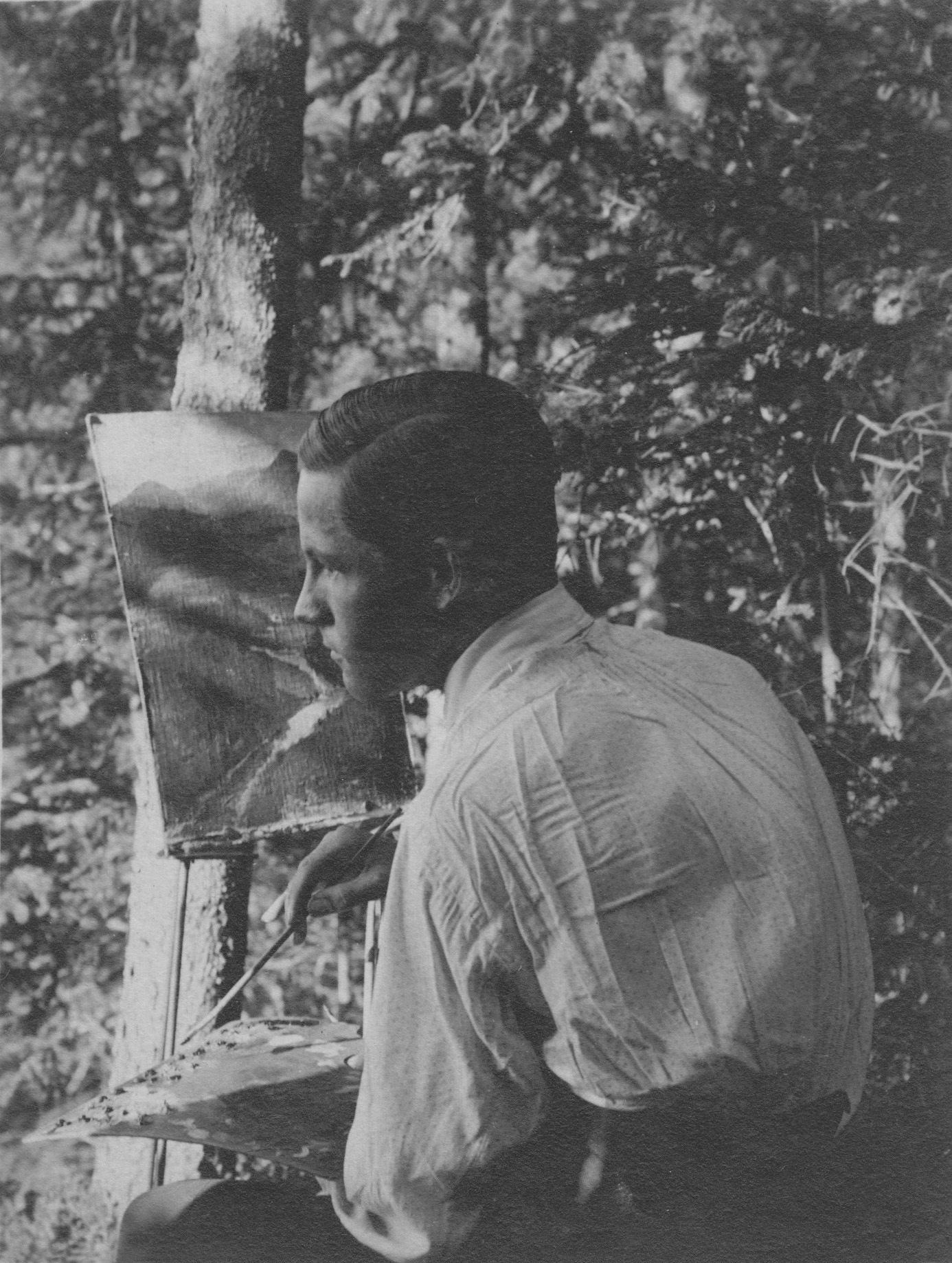
Alois Weissenbacher (1917)

Alois (Louis) Weissenbacher (geb. 5. Februar 1895 in Wien; gest. 26. Mai 1970) war ein österreichischer Maler.

## Leben und Wirken
Alois Weissenbacher war der Sohn eines Schuhmachermeisters und einer Schneidermeisterin und wuchs mit fünf Geschwistern in Hütteldorf auf. Nach Erlernung des Schuhmacherhandwerks und der krankheitshalber erfolgten Befreiung vom Wehrdienst studierte er ab 1915 Malerei bei Rudolf Bacher an der Akademie der bildenden Künste Wien. Er erhielt im Laufe des Studiums sieben Stipendien und schloss das Studium 1923 mit dem Diplom als Akademischer Maler ab.
Anschließend wirkte er ausschließlich als freischaffender Künstler, bevor er 1929 die Lehramtsprüfung für Zeichnen, Mathematik und Darstellende Geometrie absolvierte. Bis zu seiner Pensionierung im Jahr 1961 war er in Baden bei Wien als Lehrer an einer Allgemeinbildenden höheren Schule (AHS) tätig. Durch die Ausübung der Lehrtätigkeit beschränkte sich sein künstlerisches Schaffen überwiegend auf die Zeit der Sommerferien. Ab 1960 verschlechterte sich sein Augenleiden immer mehr, sodass ab 1965 die  künstlerische Arbeit nicht mehr möglich war.
Weissenbacher war Mitglied des Künstlerhauses Wien, beim Dürerbund Wien (von 1932 bis zu dessen Auflösung 1938), im Badener Kunstverein (1930–1970), im Berufsverband Bildender Künstler Österreichs und ab 1955 im Landesverband der Niederösterreichischen Kunstvereine.
Weissenbacher war seit 1937 mit der Pianistin Maria Raussal verheiratet, sein Sohn, der Maler Gerhard Weissenbacher, wurde 1941 geboren. Nach langer, schwerer Krankheit starb Alois Weissenbacher im Mai 1970.

## Werk
Die Ölmalerei war Weissenbachers bevorzugte Technik. Zu seinen Werken zählten Stillleben, Landschaften und Porträts. So schuf er ein lebensgroßes Gruppenbild der Gründer des Verbandes der bildenden Künstler Baden und porträtierte zum Beispiel Professor Karl Weißgärber, den Abt von Stift Heiligenkreuz Gregor Böck, Bundeskanzler Ignaz Seipel sowie diverse Bürgermeister von Baden, Schuldirektoren in Baden und andere Persönlichkeiten, auch aus dem bäuerlichen Milieu.
Ebenfalls schuf er Interieurs: Werkstätten und Innenansichten bäuerlicher und handwerklicher Architektur vor allem aus Niederösterreich, der Steiermark und Osttirol.

## Auszeichnungen
- Akademie der bildenden Künste: Lampi-Preis, Gundel-Preis, Studienpreis
- 1913: Staatsmedaille[3]
- Große goldene Albrecht Dürer-Medaille des Albrecht-Dürer-Bundes (Albrecht-Dürer-Preis)[1][3]
- 1937: Ehrenpreis des Kunstvereines Baden[1]
- 1965: Goldene Ehrenmedaille des Landesverbandes der Niederösterreichischen Kunstvereine[1]

## Ausstellungen (Auswahl)
Beteiligungen
- Künstlerhaus Wien,[4] Albrecht Dürer-Bund, Wien
- Badener Kunstverein
- Galerie Stubenbastei, Wien

Kollektivausstellungen
- 1948: Badener Podium
- 1956: Badener Kunstverein
- 1965: Beethovenhaus Baden

## Ankäufe
- Niederösterreichisches Landesmuseum

- Museum der Stadt Wien (heute Wien Museum)
- Stadtgemeinde Baden
- Stift Heiligenkreuz
- Diverse private Sammlungen